# Appetizer (album)
Appetizer är debutalbumet till det svenska progressiva metal-bandet Freak Kitchen. Albumet släpptes juli 1994 av det danska skivbolaget Thunderstruck Productions.

## Låtlista
1. "Blind" – 3:42
2. "Appetizer" – 4:58
3. "Lie Freedom" – 4:37
4. "Hollow" – 3:58
5. "See You in Pittsburgh" – 4:42
6. "Paperdance" (instrumental) – 2:29
7. "Raw" – 4:20
8. "Some Kind of Love Song" – 4:07
9. "Are You for Real?" – 4:01
10. "The Healthy Man" – 4:04
11. "What's the Problem?" – 5:17
12. "The New Part" (instrumental) – 4:02

Text & musik: Mattias "IA" Eklundh

## Medverkande
Musiker (Freak Kitchen-medlemmar)
- Mattias "IA" Eklundh – gitarr, sång, percussion
- Joakim Sjöberg – trummor, percussion
- Christian Grönlund – basgitarr

Produktion
- Torben Schmidt – producent, ljudtekniker
- Steen Boel, Kristian Gislason, Björn Henriksen, Poul Ibsen – ljudtekniker
- Michael Ilbert – ljudmix
- Mike Spritz – foto